# Martin Sundell

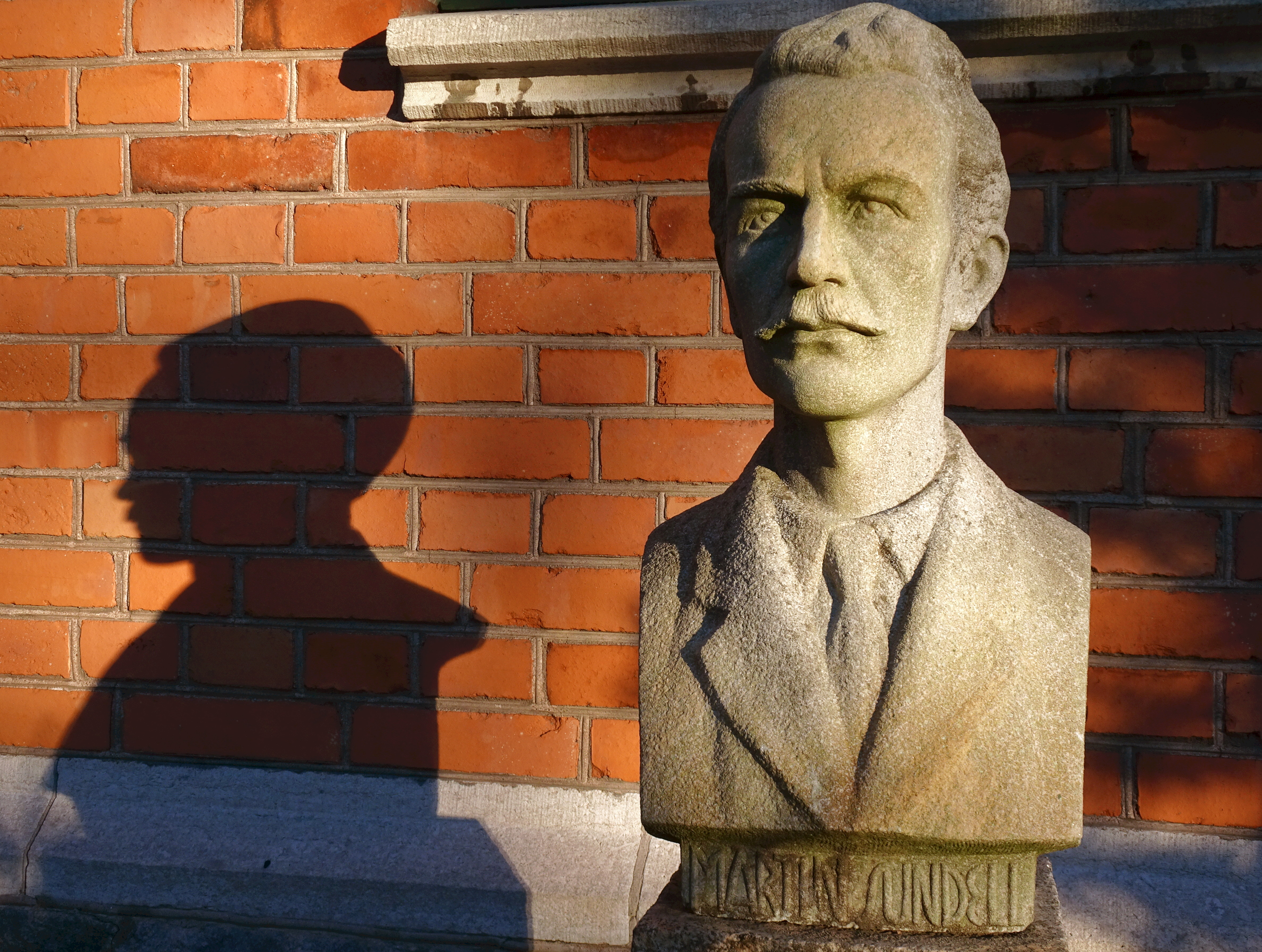
Porträttbyst utförd av Börje Börjeson utanför Villa Skärtofta i Saltsjöbaden visande Martin Sundell.

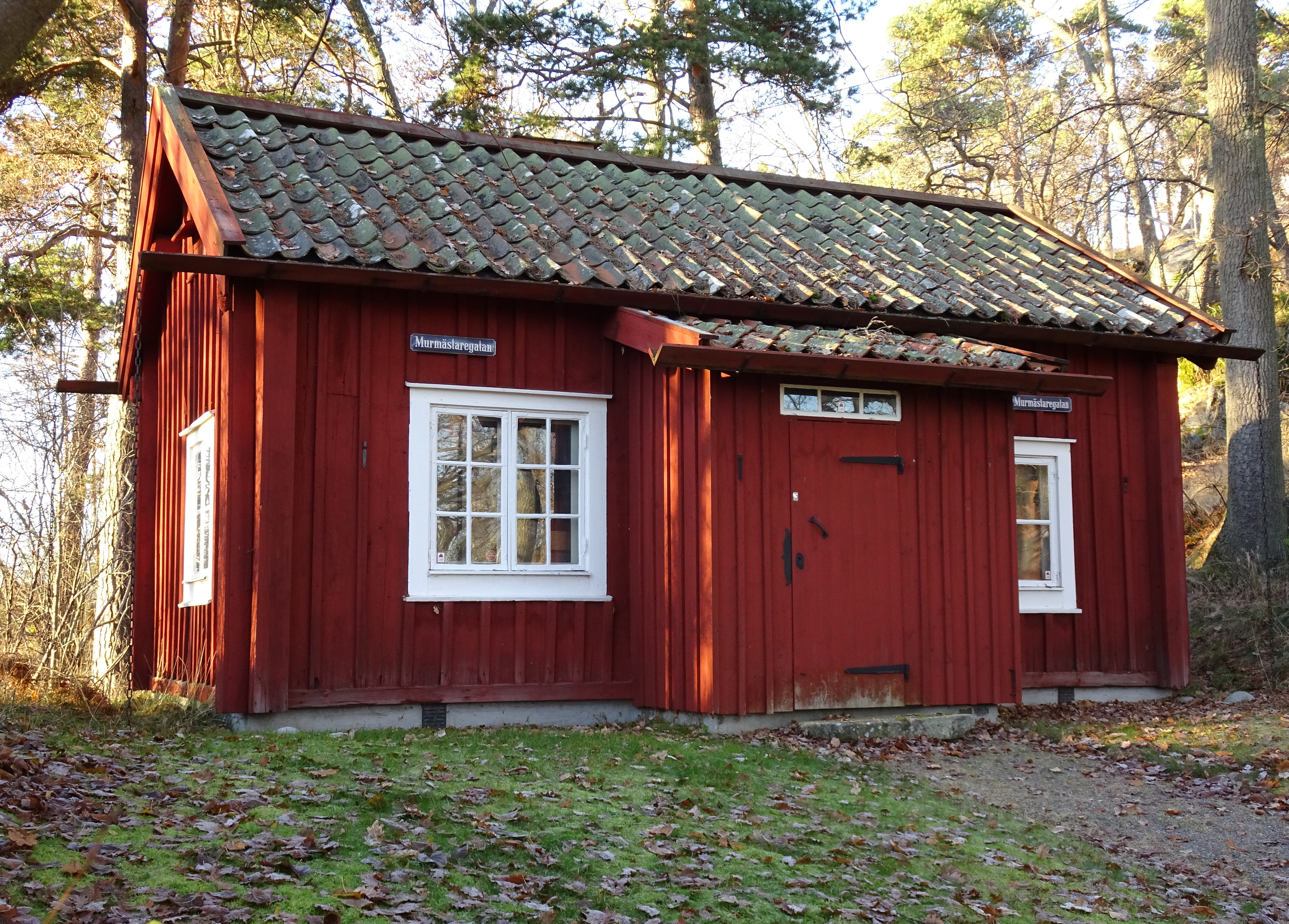
"Den gamla butiken" på Vår Gård.

Ernst Martin Sundell, född 26 juli 1879 i Köpings församling, Västmanlands län, död 5 juli 1910 i Matteus församling, Stockholm, var typograf, en av pionjärerna inom den kooperativa rörelsen i Sverige och en av grundarna av Kooperativa Förbundet (KF).

## Biografi
Efter folkskola och anställning vid Bärgslagsbladets tryckeri avancerade han till typograf. Sundells intresse för kooperationen väcktes 1899 då han lyssnade på ett tal av Gerhard Halfred von Koch som handlade om den kooperativa rörelsen i England. Redan året därpå var han med och startade Köpings konsumtionsförening (under namnet ”Köpings organiserade arbetares byteshandel”) och valdes in i dess styrelse. Samtidigt öppnades i Köping Sveriges första Konsumbutik. Den lilla röda stugan vid Murmästaregatan i Köping fungerade som butik fram till 1903. Huset flyttades 1945 som museum till Vår Gårds område i Saltsjöbaden och kallas ”Den gamla butiken”.
År 1904 valdes Sundell in i KF:s styrelse i Stockholm och bosatte sig där. 1905 blev han förbundssekreterare för KF och redaktör för den av honom nystartade tidningen ”Kooperatören” vars första nummer utkom den 20 februari 1904. Den förut planlösa och pessimistiska konsumentrörelsen i Sverige fick genom Sundell struktur och klara principer. Bland annat såg han till att kravet på kontant betalning skrevs in i stadgarna och att demokratisk styrelseprincip skulle gälla d.v.s. en man – en röst. Sundell var även övertygat om att kooperationens idé skulle lyckas om man hade med sig kvinnorna, som ju huvudsakligen skötte inköpen till hushållen. Han startade därför den 11 november 1906 det första kvinnogillet i Eskilstuna, och året därpå grundade han tillsammans med sin fru Ester ”Kooperativa kvinnogillesförbundet”.
Sundell avled 31 år gammal till följderna av en förkylning med komplikationer, som han ådrog sig på en tjänsteresa. Han fann sin sista vila på Norra begravningsplatsen i Solna där han gravsattes den 10 juli 1910. Han har ”Sundellhallen” i Villa Skärtofta uppkallad efter sig. ”Martin Sundells Minnesmärke”, formgiven av Astri Bergman-Taube 1958, står i Strömparken i Köping och är en gåva till Köpings kommun från Kooperativa Förbundet.